# Liste der Bodendenkmäler in Winkelhaid
Auf dieser Seite sind die Bodendenkmäler in der mittelfränkischen Gemeinde Winkelhaid zusammengestellt. Diese Tabelle ist eine Teilliste der Liste der Bodendenkmäler in Bayern. Grundlage ist die Bayerische Denkmalliste, die auf Basis des Bayerischen Denkmalschutzgesetzes vom 1. Oktober 1973 erstmals erstellt wurde und seither durch das Bayerische Landesamt für Denkmalpflege geführt wird. Die folgenden Angaben ersetzen nicht die rechtsverbindliche Auskunft der Denkmalschutzbehörde.

Mit dem Stand vom 3. Juli 2018 sind 10 Bodendenkmäler von Winkelhaid in der Bayerischen Denkmalliste eingetragen.

## Hinweise zu den Angaben in der Tabelle
- Spalte Name, Bezeichnung: Bezeichnung des denkmalgeschützten Objektes
- Spalte Ortsteil: Ortsteil, in dem sich das denkmalgeschützte Objekt befindet
- Spalte  Koordinaten: Geografischer Standort
- Spalte Denkmalnummer: Offizielle Denkmalnummer des Bayerischen Landesamts für Denkmalpflege
- Spalte Zeitstellung: Besondere Daten, so weit bekannt oder ableitbar, teilweise auch Datum der Ersterwähnung der Liegenschaft
- Spalte Denkmalumfang, Bemerkung: Nähere Erläuterungen über den Denkmalstatus, den Umfang der Liegenschaft und ihre Besonderheiten

Bis auf die Spalte Bild sind alle Spalten sortierbar.

## Liste der Bodendenkmäler
| Name, Bezeichnung | Ortsteil                         | Koordinaten                        | Denkmalnummer | Zeitstellung | Denkmalumfang, Bemerkung                                                                      | Bild           |
| --- | -------------------------------- | ---------------------------------- | ------------- | ------------ | --------------------------------------------------------------------------------------------- | -------------- |
| Mittelalterliche Wüstung und Siedlung vorgeschichtlicher Zeitstellung                                                                     | Penzenhofen                      | 49° 22′ 42,77″ N, 11° 18′ 42,52″ O | D-5-6633-0064 |              | Östlich von Penzenhofen                                                                       |                |
| Siedlung vorgeschichtlicher Zeitstellung, Siedlung der Latènezeit                                                                         | Penzenhofen                      | 49° 22′ 45,36″ N, 11° 18′ 3,28″ O  | D-5-6633-0065 |              | Westlich von Penzenhofen, in der Flur Kuchen                                                  |                |
| Mesolithische Freilandstation, Siedlung vorgeschichtlicher Zeitstellung                                                                   | Penzenhofen/Altdorf bei Nürnberg | 49° 22′ 36,35″ N, 11° 19′ 14,72″ O | D-5-6633-0091 |              | Östlich von Penzenhofen. Gemeindegrenze zu Altdorf bei Nürnberg überschreitendes Bodendenkmal |                |
| Siedlung vorgeschichtlicher Zeitstellung                                                                                                  | Penzenhofen                      | 49° 22′ 41,27″ N, 11° 17′ 48,06″ O | D-5-6633-0093 |              | Westlich von Penzenhofen, in der Flur Hasenbühl                                               |                |
| Siedlung vorgeschichtlicher Zeitstellung                                                                                                  | Winkelhaid/Altdorf bei Nürnberg  | 49° 23′ 5,11″ N, 11° 18′ 43,38″ O  | D-5-6633-0138 |              | Östlich von Winkelhaid. Gemeindegrenze zu Altdorf bei Nürnberg überschreitendes Bodendenkmal  |                |
| Siedlung vorgeschichtlicher Zeitstellung und der Urnenfelderzeit                                                                          | Penzenhofen                      | 49° 22′ 48,46″ N, 11° 17′ 48,09″ O | D-5-6633-0151 |              | Westlich von Penzenhofen                                                                      |                |
| Mittelalterliche und frühneuzeitliche Befunde im Bereich der evangelisch-lutherischen Pfarrkirche St. Johannes des Täufers in Penzenhofen | Penzenhofen                      | 49° 22′ 46,76″ N, 11° 18′ 12,96″ O | D-5-6633-0153 |              | Kirche St. Johannes                                                                           | weitere Bilder |
| Siedlung der späten Latènezeit | Winkelhaid                       | 49° 23′ 32,5″ N, 11° 18′ 23,42″ O  | D-5-6633-0182 |              | Im Bereich der Reicherzaunstraße in Winkelhaid                                                |                |
| Siedlung vorgeschichtlicher Zeitstellung                                                                                                  | Winkelhaid                       | 49° 23′ 25,4″ N, 11° 18′ 27,96″ O  | D-5-6633-0185 |              | Im Bereich der Egelseestraße in Winkelhaid                                                    |                |
| Siedlung der Hallstattzeit sowie Wüstung des hohen und späten Mittelalters                                                                | Winkelhaid                       | 49° 23′ 19,22″ N, 11° 18′ 28,93″ O | D-5-6633-0198 |              | Im Bereich der Richthausener Straße in Winkelhaid                                             |                |